# ワイルドハーツ
ワイルドハーツ (The Wildhearts) は、1989年に元クワイアボーイズのジンジャーを中心にイギリスで結成されたハードロックバンドである。日本では『ワイハ』と略して呼ばれることがある。
ポップ・ミュージックの要素を持つハードロック・サウンドを持ち味とし、その音楽性からしばしば「ビートルズとメタリカの融合」と例えられることがある。

## 略歴
1989年
ジンジャーが「ワイルド・ハーツ」の概要を発表。ライブを始める。
1992年
バンド名を「ワイルドハーツ」(一つの単語)に変更し『Mondo Akimbo A-Go-Go 』でデビュー。同年11月『 Mondo Akimbo A-Go-Go 』のリミックスと新曲4曲を収録したEP『Don't Be Happy... Just Worry - 』をリリース。
1993年
初アルバム『アースVSワイルドハーツ』で一躍人気を得たザ・ワイルドハーツは、メンバー交代やレーベルとの摩擦、喧嘩を繰り返しながらも、2ndアルバム『P.H.U.Q』（1995年）、企画盤『Fishing For Luckies』（1996年）などをリリース。EastWest Recordsとの関係悪化後、カオティックでヘヴィなサウンドの『エンドレス、ネームレス』（1997年）を発表。しかし、ドラッグ問題や不仲説が報じられ、ジンジャーが活動停止を宣言。
1998年
親日家のジンジャーは日本ツアーや日本限定盤『トーキョー・スーツ・ミー』を発表。親友デヴィン・タウンゼンドのアルバム『インフィニティ』にゲスト参加。さらにドレゲンとのセッション・プロジェクト『スーパーシット666』、アレックス・ケインとのプロジェクト・クラム・アビューズ、自身のバンドシルヴァー・ジンジャー・5で活動を展開。破天荒な音楽活動を続ける。
2001年
突如ジンジャーはワイルドハーツ復活を宣言し、イギリスでツアーをはじめる。
2002年
サマーソニック02に出演し、ミニアルバムをリリース、翌年『 - The Wildhearts Must Be Destroyed - 』をリリースする。
2004年
サマーソニック04にザ・ダークネスの代わりに急遽参加する。
ジンジャーはヴィニールジャンキーとインディーズ契約を結び、ソロアルバムのリリース、来日公演を行う。
2枚のライブアルバムを経て2007年にセルフタイトルアルバム（邦題『ザ・ワイルドハーツ2007』）を発表する。以降ワイルドハーツはユニバーサルミュージックから離れる。
2008年
ヴィニールジャンキーからカバーアルバム『Stop Us If You've Heard This One Before: Vol.1』をリリース。数量限定のボックスセット版には、Tシャツが入っている。
2009年
アルバム『フツパー - Chutzpah - 』リリース。
2010年
『フツパージュニア - Chutzpah Jnr. - 』『フツパーデラックスエディション - Chutzpah Dx Edition - 』リリース。
2012年
バンドは活動休止中だったが、現メンバーでライブを行い、翌年にはイギリス、日本、アメリカでツアーをする。
ジンジャーはソロとしても活動中。アンプラグドなライブなども含め精力的に活動している。
2016年
クリスマス・ツアーに先立ち、ジンジャーはインタビューで、バンドが2017年にニュー・アルバムをレコーディングすることを明言した。このアルバムの収益は、右下肢を切断したダニーの療養を支援するために使われた[14]。
2018年
バンドはアルバム『Earth vs the Wildhearts』の25周年を記念して、各公演でアルバムをフルで演奏するツアーを行うことを発表した。このツアーのラインナップは、ジンジャー、CJ、ダニー・マコーマック、リッチ・バターズビー。
2019年
RENAISSANCE MEN リリース
2021年
17	21st Century Love Songs　リリース
2022年
ワイルドハーツはソーシャルメディアを通じて「バンド内で進行中の問題」によって再び休止することを発表した

## メンバー

### 現メンバー
- ジンジャー - ボーカル　ギター　ベース (1990年-現在)
- CJ(クリス・ジャグダー) - ギター　ボーカル (1990年-1994年, 2001年-現在)
- ダニー・マコーマック - ベース　ボーカル(1991年-2003年, 2005年-2006年,2017-現在)
- リッチ・バタースビー - ドラム (1994年-1998年, 2005年-現在)

### 旧メンバー
メンバーチェンジが多いのがこのバンドの特徴だが、今までのチェンジの中でもメインのメンバーを記載する。
- アンドリュー"スティディ"スティドルフ - ドラム (1993年-1994年, 2001年-2004年)
- ジェフ・ストレートフィールド - ギター　ボーカル (1995年-1998年)
- "ランダム" ジョン・プール - ベース　ボーカル (2003年-2004年, 2012-2014年)
- スコット・ソーリー - ベース　ボーカル (2007年-2012年, 2014年-2017)

## ディスコグラフィー
日本盤のみ記載
|    | タイトル (発売年、発売レーベル）                                                                             |
| -- | --- |
| 1  | Don't Be Happy... Just Worry(1992年 East west japan)                                                         |
| 2  | Earth Vs The Wildhearts (1993年 East west japan)                                                             |
| 3  | P.H.U.Q. (1995年 East west japan)                                                                            |
| 4  | Fishing For Luckies (1996年 East west japan)                                                                 |
| 5  | The Best of The Wildhearts (1997年 East west japan)                                                          |
| 6  | Endless Nameless (1997年 BMG JAPAN)                                                                          |
| 7  | Moodswings and Roundabouts (1998年 East west japan)                                                          |
| 8  | Anthem: The Single Tracks (1998年 BMG JAPAN)                                                                 |
| 9  | Tokyo Suits Me (1999年 Mercury Japan)                                                                        |
| 10 | Riff After Riff After Motherfucking Riff (2002年 universal music)                                            |
| 11 | The Wildhearts Must Be Destroyed (2003年 universal music)                                                    |
| 12 | The Wildhearts Strike Back (2004年 universal music)                                                          |
| 13 | The Wildhearts(邦題『ザ・ワイルドハーツ2007』) (2007年 universal music)                                      |
| 14 | Stop Us If You've Heard This One Before, Vol 1. (2008年 Vinyl Junkie)                                        |
| 15 | Chutzpah (2009年 Vinyl Junkie) Chutzpah Jnr. (2010年 Vinyl Junkie) Chutzpah Dx Edition (2010年 Vinyl Junkie) |
| 16 | RENAISSANCE MEN (2019年 Vinyl Junkie)                                                                        |
| 17 | 21st Century Love Songs (2021年 ワードレコーズ）                                                             |